# Coppa Italia Dilettanti 1997-1998
La Coppa Italia Dilettanti 1997-1998 è stata la 32ª edizione di questa competizione calcistica italiana. È stata disputata con la formula dell'eliminazione diretta ed è stata vinta dalla Larcianese.
Dopo l'entrata in vigore della Legge n. 91 del 23 marzo 1981 che ha abolito il calcio semiprofessionistico, le squadre del Campionato Nazionale Dilettanti (5º livello nazionale, primo dilettantistico) partecipano a questa coppa, assieme a quelle di Eccellenza (1º livello regionale, 6º nazionale). Il torneo viene diviso in due "binari" per le due categorie con assegnazione delle rispettive Coppe Italia. Le due vincitrici si affrontano poi per l'assegnazione della Coppa Italia Dilettanti.
L'edizione, come detto sopra, è stata vinta dalla Larcianese, che superò in finale il Campobasso; le finaliste sconfitte delle due coppe furono Faenza (C.N.D.) e Squinzano (Eccellenza).

## Formula
Le squadre delle due categorie (Campionato Nazionale Dilettanti 1997-1998 ed Eccellenza 1997-1998) disputano due coppe diverse con assegnazione delle rispettive Coppe Italia di settore. Le due vincenti si affrontano poi nella finale per la Coppa Italia Dilettanti.

## Partecipanti
Alla finale giungono le vincitrici della fase C.N.D. e della fase Eccellenza.
| Torneo          | Squadra    | Città (provincia) | Posizione in campionato       |
| --------------- | ---------- | ----------------- | ----------------------------- |
| fase C.N.D.     | Campobasso | Campobasso        | 2º nel girone G del C.N.D.    |
| fase Eccellenza | Larcianese | Larciano (PT)     | 5º nel girone A della Toscana |

### Il cammino delle finaliste
```
Fase C.N.D.

PRIMO TURNO:

Real Piedimonte-
Campobasso
    0-0

Campobasso
-Frenter Larino     3-0

TRENTADUESIMI:

Campobasso
-Ortona             4-2 1-1

SEDICESIMI:

Campobasso
-
Audace Cerignola
          3-0 1-2

OTTAVI:

Potenza
-
Campobasso
            1-5 0-6

QUARTI:

Campobasso
-
Rieti
              5-4 2-1 

SEMIFINALI:

Nuovo Terzigno
-
Campobasso
     1-1 0-2

FINALE:

Campobasso
-
Faenza
             1-0 1-2 
(
gfc
)
```

```
Fase regionale Toscana

PRIMO TURNO:

Larcianese-Montale             4-1 0-0

SEDICESIMI:

Larcianese-
Fucecchio
           1-0 
0-1

OTTAVI:

Larcianese-
Cuoiopelli
          2-0 1-1

QUARTI:

Larcianese-Collesalvetti       3-0 2-1

SEMIFINALI:

Larcianese-Porcari Montecarlo  2-1 
1-2

FINALE

Larcianese-Vaiano              1-0 1-2 
(
gfc
)
```

```
Fase nazionale

OTTAVI:

Bagnolese
-Larcianese           1-1 0-0 
(
gfc
)

QUARTI:

Lascaris-Larcianese            1-0 0-1 
(2-4 
dtr
)

SEMIFINALI:

Larcianese-
Civitanovese
        4-0 1-2

FINALE

Squinzano
-Larcianese           1-0 0-1 
(1-4 
dtr
)
```

## Finale
| Squadra 1  | Totale | Squadra 2  | Andata     | Ritorno    |
| ---------- | ------ | ---------- | ---------- | ---------- |
|            |        |            | 18.06.1998 | 25.06.1998 |
| Campobasso | 4 – 5  | Larcianese | 1 – 3      | 3 – 2      |

| Arbitro: | Valensin (Milano) |

| |            | |
| Piccioni 26’ | Marcatori  | 12’ Rossi 30’ Giannetti 42’ Malucchi                                                                               |
| Iovine Di Chiro Scarpa Borrelli (46' Polzella) Minadeo Moretti Camorani (55' Maiellaro) Gifuni (46' De Santis) Pizzillo Barometro Piccioni | Formazioni | Gelli Bargellini Simoni Rossi Sarritzu Gori Bartolomei Nistri Giannetti (90' Spinelli) Marini Malucchi (46' Pucci) |
| Bavota | Allenatori | Melani |

| Arbitro: | Ferraro (Crotone) |

| |            | |
| Lischi 41’ (rig.) Caponi 85’                                                                                            | Marcatori  | 47’ 67’ (rig.) 87’ (rig.) Barometro                                                                                |
| Gelli Pucci Simoni Nistri Sarritzu Gori (90' Ruggirello) Guerrieri Bartolomei Giannetti (90+1' Gallerini) Caponi Lischi | Formazioni | Iovine Piedimonte Polzella Vitiello Minadeo Palladino Berardini Cannetiello Zurlo (57' Mascione) Barometro Minucci |
| Melani | Allenatori | Bavota |